# NGC 5872
NGC 5872 este o galaxie lenticulară situată în constelația Balanța. A fost descoperită în 30 iulie 1867 de către Joseph Winlock⁠(d). Se află la o distanță de 89,54 de megaparseci de Pământ.